# Kei Marimura
Kei Marimura (真梨邑ケイ, Marimura Kei), née en 1957 à Tokyo, est une actrice, écrivain, mannequin et idole de la vidéo pour adultes japonaise.

## Source de la traduction
- (en) Cet article est partiellement ou en totalité issu de l’article de Wikipédia en anglais intitulé « Kei Marimura » (voir la liste des auteurs).